# Bouillante
Bouillante (Guadeloupe-Kreolisch: Bouyant) ist eine französische Gemeinde mit 6381 Einwohnern (Stand 1. Januar 2022) im Überseedépartement Guadeloupe. Teilgebiete der Gemeinde gehören zu den Wahlkreisen Vieux-Habitants und Sainte-Rose-1 im Arrondissement Basse-Terre.

## Geografie
Bouillante liegt im westlichen Bereich der Insel Basse-Terre, an der Côte sous le vent, einer Küste am Karibischen Meer. Das Gemeindegebiet hat einen Anteil an einer gebirgigen Landschaft, so dass sich der höchste Punkt auf 1088 m ü. M. befindet. Das besiedelte Gebiet ist entlang der Küste in einen nördlichen und einen südlichen Ortsteil aufgeteilt. Die Nachbargemeinden sind Vieux-Habitants, Petit-Bourg und Pointe-Noire. Das Gemeindegebiet von Bouillante ist Teil des Nationalparks Guadeloupe.

## Geschichte
Bouillante ist die erste urkundlich erwähnte Ortschaft in Guadeloupe – eine Erwähnung stammt aus dem Jahr 1638. Das Land eignete sich vor allem für den Kaffee- und Kakaoanbau.

### Bevölkerungsentwicklung
| Jahr                       | 1961 | 1967 | 1974 | 1982 | 1990 | 1999 | 2006 | 2012 | 2020 |
| Einwohner                  | 6442 | 6890 | 6364 | 6649 | 6973 | 7336 | 7511 | 7481 | 6760 |
| Quellen: Cassini und INSEE |      |      |      |      |      |      |      |      |      |

## Wirtschaft und Infrastruktur
In Bouillante wird seit 1984 ein Geothermie-Kraftwerk betrieben. Es ist das bisher einzige in den französischen Überseegebieten.

## Gemeindepartnerschaft
Es besteht eine Partnerschaft mit der im Elsass gelegenen französischen Gemeinde Marlenheim.